# 泥湖
泥湖是一个位于中国江西省都昌县的湖泊，面积约为65平方千米，平均水深约为0.7—2米。